# ميكائيل هوبكينز
ميكائيل هوبكينز (بالإنجليزية: Mikael Hopkins)‏ هو لاعب كرة سلة ولاعب كرة قدم أمريكي، ولد في 23 يونيو 1993 في هايتسفيل في الولايات المتحدة. لعب مع BC Balkan Botevgrad ‏.

## وصلات خارجية
- ميكائيل هوبكينز على موقع الدوري الأوروبي لكرة السلة (الإنجليزية)
- ميكائيل هوبكينز على موقع دوري كرة السلة الياباني للمحترفين (اليابانية)
- ميكائيل هوبكينز على موقع كرة السلة الأوروبية.كوم (الإنجليزية)
- ميكائيل هوبكينز على موقع كلية كرة السلة في سبورتس رفرنس.كوم (الإنجليزية)
- ميكائيل هوبكينز على موقع ريلجم (الإنجليزية)
- ميكائيل هوبكينز على موقع بروبوليرز (الإنجليزية)
- ميكائيل هوبكينز على موقع سبورتس رفرنس (الإنجليزية)